# Liling
Liling (醴陵市S, LǐlíngP) è una città-contea della Cina, situata nella provincia di Hunan e amministrata dalla prefettura di Zhuzhou.